# Nowdūz
Nowdūz (persiska: نودوز) är en ort i Iran.   Den ligger i provinsen Qazvin, i den nordvästra delen av landet, 130 km väster om huvudstaden Teheran. Nowdūz ligger 1 185 meter över havet och antalet invånare är 959.
Terrängen runt Nowdūz är platt. Runt Nowdūz är det ganska tätbefolkat, med 108 invånare per kvadratkilometer. Närmaste större samhälle är Alvand, 14,2 km norr om Nowdūz. Trakten runt Nowdūz består till största delen av jordbruksmark.